# Удзєєк
Удзєєк (пол. Udziejek) — село в Польщі, у гміні Єленево Сувальського повіту Підляського воєводства.
Населення — 116 осіб (2011).
У 1975-1998 роках село належало до Сувальського воєводства.

## Демографія
Демографічна структура станом на 31 березня 2011 року:
|          | Загалом | Допрацездатний вік | Працездатний вік | Постпрацездатний вік |
| -------- | ------- | ------------------ | ---------------- | -------------------- |
| Чоловіки | 62      | 11                 | 44               | 7                    |
| Жінки    | 54      | 8                  | 32               | 14                   |
| Разом    | 116     | 19                 | 76               | 21                   |